# Matbucha
La matbucha, a volte trascritto, alla spagnola, matbuja (in ebraico מטבוחה‎?; in arabo مطبوخة‎?) è una specie di insalata elaborata di pomodori, peperoni arrostiti, olio di oliva ed aglio tutto cucinato insieme. Il nome del piatto proviene dall'arabo matbukha che significa "cucinata"
.

## Storia
Si tratta di un piatto originario del Maghreb, e specialmente della cucina ebraica di questa regione. Dopo la scoperta dell'America si incorporarono lentamente nuovi ingredienti alle cucine del Maghreb, come il pomodoro e i peperoni dando luogo a questo piatto. Oggigiorno fa parte integrante della cucina maghrebina e di quella israeliana, dove fu introdotta dagli emigrati maghrebini che usano questi ingredienti.